# Victor Houteff
Victor Tasho Houteff (in bulgaro Виктор Хутев?, Viktor Hutev; Smoljan, 2 marzo 1885 – Waco, 5 febbraio 1955) è stato un riformatore religioso avventista, autore e fondatore dei Davidiani insieme a Lois Roden.
Victor Houteff era un immigrato bulgaro negli Stati Uniti d'America, avventista del settimo giorno (nato nel 1885 e morto nel 1955) insegnante della Scuola del Sabato a Los Angeles dove si trasferì e dove aderì subito agli avventisti del settimo giorno, di cui diventò un dirigente importante negli anni Venti.
Victor Houteff è nato a Smoljan, in Bulgaria, e da bambino fu battezzato come membro della Chiesa ortodossa bulgara. Da giovane, era impegnato nel commercio. Nel 1907, lui ed i suoi fratelli, emigrarono negli Stati Uniti dopo che, secondo la testimonianza di Victor Houteff, una folla aveva preso le armi contro la sua famiglia e li ha costretti a fuggire su una barca. Victor Houteff sarebbe, in diverse occasioni, tornato a visitare la sua famiglia, molti dei quali ora vivono negli Stati Uniti.

## Primi anni di vita
Victor Houteff era arrivato in praticamente senza denaro degli Stati Uniti. Aveva appena trovato lavoro come gestore di un hotel e poi come droghiere, nello Stato dell'Illinois. Nel 1919 entra a far parte della Chiesa cristiana avventista del settimo giorno. Nel bel mezzo dei ruggenti anni Venti, Victor Houteff si recò ad ovest della California, in modo da essere più vicino alle locali comunità avventiste, come Loma Linda. A Los Angeles, in California, ha preso poi un lavoro commerciale come venditore, impegnato nella vendita di lavatrici e altri elettrodomestici. Era un eccellente commerciante, Victor Houteff presto decise di impiegare i soldi per avviare la propria azienda che produceva pasticceria e caramelle, o come Houteff si riferiva a loro, "dolci per la salute."

## Victor Houteff e l'Avventismo
Durante il 1920, Victor Houteff, era un avventista e divenne insegnante della Scuola del Sabato presso la Chiesa cristiana avventista del settimo giorno di Los Angeles, in California. Come studente appassionato della Bibbia, Victor Houteff ha cominciato ad indagare profondamente in essa, ed in particolare utilizzando gli scritti della signora Ellen Gould White. I suoi corsi di studio della Bibbia nella Scuola del Sabato nella Chiesa cristiana avventista del settimo giorno durarono più a lungo, ed è diventato più complesso attirando grandi gruppi di avventisti di molti luoghi degli Stati Uniti, ogni settimana. Particolare attenzione è stata posta da Victor Houteff ad indagare riguardo alle Scritture di Isaia, nei capitoli 54 a 66. Victor Houteff ha incontrato presto l'opposizione crescente alla sua personale interpretazione da parte della consolidata Chiesa cristiana avventista del settimo giorno. Alla fine, Victor Houteff e un gran numero della sua classe di studio della Bibbia nella Scuola del Sabato sono stati espulsi, disassociati dalla stessa Chiesa cristiana avventista del settimo giorno.
Victor Houteff insistette, muovendo la sua classe di più di cinquanta studenti in una grande casa di fronte alla chiesa, dove ha continuato a studiare e insegnare. Victor Houteff ha tentato di coinvolgere direttamente e di portare interesse la Conferenza generale avventista della California riguardo alle sue scoperte bibliche, che credeva fosse davvero una continuazione del Messaggio dei tre angeli di Apocalisse 14 che è una delle dottrine fondamentali della Chiesa cristiana avventista del settimo giorno. Egli sostenne che aveva un nuovo messaggio per la Chiesa cristiana avventista del settimo giorno che venne presentato nella forma di tre libri intitolati, The Shepherd's Rod (La Verga del Pastore), I 144.000 (il piccolo gregge), Un invito alla Riforma. Il suo messaggio di riforma però non fu accettato dalla Chiesa cristiana avventista del settimo giorno e per questo motivo venne subito ritenuto eretico dalla dirigenza della chiesa stessa, perché si discostava dagli insegnamenti di base e dallo standard della chiesa. Come risultato, venne immediatamente disassociato (espulso), insieme ad altri che avevano abbracciato il suo messaggio di riforma.
Nel 1935 Victor Houteff stabilì il suo quartier generale nei pressi di Waco in Texas. Fino al 1942 il suo movimento era conosciuto come il Shepherd's Rod ("La Verga del Pastore") Avventisti del settimo giorno, ma quando Houteff ha ritenuto necessario organizzarsi formalmente per motivi legali, ha chiamato la sua chiesa General Association of Davidian Seventh day Adventists. Il termine Davidiani rispecchia la loro fede nella restaurazione del regno davidico in Israele prima della seconda venuta di Cristo (Avvento) nelle nuvole del cielo e il riferimento al ramo davidico non è il nome del capo della setta David Koresh ma è il riferimento al biblico ramo di Jesse, il padre di re Davide, dal quale sarebbe disceso il Messia Gesù. Koresh, il re Ciro, è la figura del gentile che aiuta gli ebrei a far ritorno in Palestina. Victor Houteff ha diretto i Davidiani a lavorare per la riforma della Chiesa cristiana avventista del settimo giorno esclusivamente, in preparazione di un grande afflusso di convertiti, quando la chiesa sarebbe divenuta in uno stato più puro.
Uno dei principi dei Davidiani è la convinzione che il presidente della chiesa deve essere dotata di spirito di profezia per portare sempre più verità della Bibbia al movimento. Così, nel 1955, dopo la morte del fondatore Victor Houteff, una spaccatura si è sviluppata a causa di una controversia su chi aveva i requisiti per guidare il movimento di riforma. Questa disputa ha portato alla Associazione Generale dei Davidiani avventisti del settimo giorno, diretto inizialmente da Lois Roden. Il nome di succursale riflette la loro convinzione che la filiale è il nuovo nome di Gesù. Alla fine del 1960, il gruppo ha stabilito la propria sede presso Waco, nella proprietà precedentemente occupato dal gruppo noto come davidiani hanno venduto le loro proprietà a ovest di Waco nel 1960.
Nel 1929, Victor Houteff completato i suoi studi dottrinali e le ha presentate sotto forma di un libro intitolato The Shepherd's Rod (La Verga del Pastore). Nella prefazione al manoscritto, Victor Houteff ha scritto:
È intenzione di questo libro rivelare la verità dei 144.000 menzionati in Apocalisse 7, ma l'oggetto principale di questa pubblicazione è quello di giungere ad una riforma nel popolo di Dio. La verità qui contenuta è divisa in sette sezioni, dando prova da sette diversi punti di vista, per evitare qualsiasi dubbio o confusione. Questo argomento è chiarito con l'uso della Bibbia e gli scritti forniti dallo Spirito di Profezia.
La verità rivelata qui è di grande importanza per la Chiesa in questo momento a causa del pericolo predetto che il popolo di Dio stanno per incontrare. Si chiede un'azione decisa da parte dei credenti di separarsi da tutti i mondani e mondanità, per ancorarsi sulla solida roccia mediante l'obbedienza a tutti la verità nota a questa denominazione, se si deve fuggire dalla grande rovina. "Il Signore grida la voce alla città, e l'uomo della saggezza vedrà il tuo nome: Ascoltate la verga, e che ha designato. Libro di Michea 6:9. "
Victor Houteff non direttamente si rivendicava come un profeta, simile a Ellen Gould White, ma indirettamente egli faceva intendere che era egli stesso un profeta. Tutti i seguaci dei suoi insegnamenti capirono presto che ha mostrava chiaramente queste qualità dall'interpretazione profetica che egli forniva al riguardo dei libri di Ellen Gould White (1 Messaggi selezionati, p. 412), che il suo era il messaggio di Elia profetizzato in Malachia 4:05. Alcuni lo hanno visto come un riformatore nello stampo di Ellet J. Waggoner (1855–1916) e Alonzo T. Jones (1850–1923), e un credente come Frederic T. Wright (1923-1997) nella dottrina della giustificazione per fede che portò al movimento di risveglio e alla nascita della Chiesa avventista del riposo sabatico. Un piccolo, uomo tranquillo, si sentiva suo dovere, come un cristiano per raggiungere la sua Chiesa, pensando che la sua dottrina avrebbe portato a riforme conservatrici della denominazione. Il suo libro, pubblicato il 4 dicembre 1930 ha causato grande scalpore nella Chiesa Cristiana Avventista del Settimo Giorno, evidenziato dal fatto che quattro anni più tardi, è stato fatto un vero e proprio processo a porte chiuse a Victor Houteff da parte di dodici dei dirigenti della Chiesa Cristiana Avventista del Settimo Giorno ed incriminato in qualità di eretico. Un'accusa molto pesante quella ricevuta da Victor Houteff che mai si sarebbe sognato di essere accusato ed incriminato dai vertici della sua stessa Chiesa della quale era un importante dirigente.
Anche se era stato costretto a lasciare la Chiesa cristiana avventista del settimo giorno, Victor Houteff non aveva alcuna intenzione di lasciarla. Dal momento che la leadership della Chiesa aveva respinto il suo messaggio, lo portò al popolo con grande successo. Nel 1934, i suoi sforzi evangelici ha cominciato a dare i suoi frutti. Diverse migliaia di avventisti accettare ben presto la dottrina di Victor Houteff esposta nel suo libro The Shepherd's Rod (La Verga del Pastore). Il suo messaggio ha cominciato ad avere un impatto considerevole sulla stessa Chiesa Cristiana Avventista del Settimo Giorno, che, a quel tempo, contava meno di 250.000 membri in tutto il mondo. Nel 1934, Victor Houteff costituito l'Associazione Universal Publishing. Mentre lui non aveva nessuna intenzione di formare una sua chiesa, egli ha voluto utilizzare tutti i mezzi in suo potere per diffondere il suo messaggio nella Chiesa Cristiana Avventista del Settimo Giorno.
Egli vedeva e percepiva solo l'Avventismo come traviato dalle credenze su cui era stata fondata un centinaio di anni prima, e vide il suo messaggio come il metodo migliore per risolvere i molti contrasti dottrinali che si erano creati dentro alla Chiesa ed ampliati nel 1900 dopo la morte di Ellen G. White. Il primo capitolo del libro di Houteff, The Shepherd's Rod (La Verga del Pastore), ha affrontato i 144.000 di Apocalisse, capitolo 7. Gli insegnamenti sono comprensivi di un messaggio destinato direttamente ai membri della Chiesa cristiana avventista del settimo giorno, in cui Dio avrà un giudizio sul suo popolo (Ezechiele 9) e dalla dichiarazione, fu in grado di sottolineare che le 12 tribù dei 144.000 sono quindi quelli che erano membri della stessa Chiesa cristiana avventista del settimo giorno (Apocalisse 7:1-4) facendo notare che Ellen G. White ha detto che l'"Israele di oggi" è la Chiesa Cristiana Avventista del Settimo Giorno (Testimonianze, Vol. 9, p. 164).